# Neochelonia poultoni
Neochelonia poultoni är en fjärilsart som beskrevs av Charles Oberthür 1913. Neochelonia poultoni ingår i släktet Neochelonia och familjen björnspinnare. Inga underarter finns listade i Catalogue of Life.